# Philippe Auguin
Philippe Auguin (* 19. Februar 1961 in Nizza) ist ein französischer Dirigent.
Philippe Auguin studierte am Konservatorium von Nizza Horn und Gesang. Daneben absolvierte er zusätzlich ein Dirigentenstudium. Es folgten weitere Studienjahre an der Wiener Musikhochschule. 1988 schloss er dieses Studium erfolgreich ab.
Er wurde für drei Jahre Assistent bei Herbert von Karajan. Auch mit Georg Solti arbeitete er zusammen. Danach dirigierte er verschiedene bekannte Orchester, wie die Wiener Philharmoniker, die Dresdner Staatskapelle und das Orchestre National de France.
Anfang der 1990er Jahre war er Erster Kapellmeister der Staatsoper Stuttgart. Von 1994 bis 1998 war er Generalmusikdirektor des Staatsorchesters Braunschweig, von 1998 bis 2005 Generalmusikdirektor am Staatstheater Nürnberg. Mit dem Nürnberger Ensemble gastierte Auguin 2005 beim Beijing Music Festival und dirigierte dort die chinesische Erstaufführung von Wagners Ring des Nibelungen. In den Jahren 2010 bis 2016 leitete er als Musikdirektor das Orchestre Philharmonique de Nice. Gleichzeitig war er von 2010 bis 2018 Musikdirektor der Washington National Opera und des Kennedy Center Opera House Orchestra. In der Saison 2019/20 wirkte er als Artist in Residence an der Greek National Opera in Athen.
Als Gast dirigierte er zahlreiche Opern an den bekanntesten Häusern (zum Beispiel Scala, Metropolitan Opera, Covent Garden, Wiener Staatsoper). Auguin wurde zu mehreren bedeutenden Festivals eingeladen, so zu den Salzburger Festspielen, dem Hong Kong Festival u. a.